# تانیپوفکا
تانیپوفکا (انگلیسی: Tanypovka) یک شهرک در شهرستان تاتیشلینسکی استان باشقیرستان کشور روسیه است.